# Konkrete Kategorie
Eine konkrete Kategorie ist in der Mathematik eine Kategorie zusammen mit einem treuen Funktor von ihr in die Kategorie der Mengen. Dieser Funktor heißt Vergissfunktor. Eine Kategorie, zu der solch ein Vergissfunktor existiert, heißt konkretisierbare Kategorie.
Vermöge dieses Vergissfunktors kann man sich die Objekte der an sich abstrakten Kategorie auch als Mengen mit einer zusätzlichen mathematischen Struktur vorstellen, wobei die Morphismen genau die mit dieser Struktur verträglichen Abbildungen zwischen den entsprechenden Mengen sind.

## Motivation
Viele wichtige Kategorien sind ohnehin in folgender Form gegeben:
- Objekte haben eine zugrunde liegende Menge bzw. sind Mengen mit zusätzlichen Strukturen,
- Morphismen sind mit der Zusatzstruktur verträgliche Abbildungen zwischen diesen Mengen,
- die Komposition von Morphismen ist einfach das Hintereinanderausführen von Abbildungen,
- der Identitätsmorphismus eines Objekts ist durch die identische Abbildung gegeben.

Durch den offensichtlichen Funktor in die Kategorie der Mengen sind solche Kategorien konkretisierbar. Dies ist insbesondere der Fall für die Kategorie Top der topologischen Räume (mit stetigen Abbildungen als Morphismen), für die Kategorie Grp der Gruppen und trivialerweise auch für die Kategorie Set der Mengen selbst.
Wenn man auf diese Weise von Elementen eines Objektes sprechen kann, ermöglicht dies beispielsweise einfache und anschauliche Definitionen von Begriffen wie Kern und Bild eines Morphismus und das Beweisverfahren der Diagrammjagd. Eine wichtige Aussage in dieser Richtung liefert etwa der Einbettungssatz von Mitchell.

## Definition
Sei {\displaystyle X} eine Kategorie, die sogenannte Basiskategorie.
Eine konkrete Kategorie über {\displaystyle X} ist ein Paar {\displaystyle (C,U)} aus einer Kategorie {\displaystyle C} und einem treuen Funktor {\displaystyle U\colon C\to X} in die Basiskategorie. Eine Kategorie {\displaystyle C} heißt über {\displaystyle X} konkretisierbar, wenn es eine über {\displaystyle X} konkrete Kategorie {\displaystyle (C,U)}, d. h. einen treuen Funktor {\displaystyle U\colon C\to X} gibt.
Falls {\displaystyle X} die Kategorie Set der Mengen und Abbildungen ist, heißt {\displaystyle (C,U)} auch schlicht konkrete Kategorie und {\displaystyle C} konkretisierbar. Einige Autoren bezeichnen eine konkrete Kategorie auch als Konstrukt.
Der Funktor {\displaystyle U} wird auch als Vergissfunktor bezeichnet, der jedem Objekt von {\displaystyle C} sein zugrunde liegendes {\displaystyle X}-Objekt (bzw. zugrunde liegende Menge) und jedem Morphismus in {\displaystyle C} seinen zugrunde liegenden {\displaystyle X}-Morphismus (bzw. zugrunde liegende Abbildung) zuordnet.

## Bemerkungen
- Die Untersuchung relativer Konkretheit (d. h. mit einer anderen Basiskategorie als {\displaystyle {\mathbf {Set} }}) ist insbesondere in der Theorie der Topoi üblich und man kann beispielsweise Modelle einer Theorie mit {\displaystyle N} Sorten als Objekte einer konkreten Kategorie über {\displaystyle {\mathbf {Set} }^{N}} ansehen. Nachfolgend wird jedoch durchweg {\displaystyle {\mathbf {Set} }} als Basiskategorie betrachtet.
- Anders als man per Intuition vermuten mag, ist Konkretheit keine Eigenschaft, die einer Kategorie entweder zukommt oder nicht. Vielmehr kann ein und dieselbe Kategorie durchaus mehrere verschiedene treue Funktoren nach {\displaystyle {\mathbf {Set} }} haben und somit verschiedene konkrete Kategorien {\displaystyle (C,U)} zu einer gegebenen Kategorie {\displaystyle C} existieren. In der Praxis ist jedoch meist klar, welcher Vergissfunktor gemeint ist, und man spricht dann verkürzt von der „konkreten Kategorie {\displaystyle C}“. Beispielsweise ist „die konkrete Kategorie {\displaystyle {\mathbf {Set} }}“ genau genommen die konkrete Kategorie {\displaystyle ({\mathbf {Set} },I)}, wobei {\displaystyle I\colon {\mathbf {Set} }\to {\mathbf {Set} }} der Identitätsfunktor ist.
- Die Voraussetzung, dass {\displaystyle U} treu ist, bedeutet, dass {\displaystyle U} verschiedenen Morphismen zwischen zwei gegebenen Objekten verschiedene Abbildungen zuordnet. Es kann jedoch durchaus sein, dass {\displaystyle U} verschiedenen Objekten die gleiche Menge zuordnet. In dem Fall ordnet {\displaystyle U} durchaus verschiedenen Morphismen (mit verschiedenen Quellen und/oder Zielen) dieselbe Abbildung zu.[acc 2] Als Beispiel denke man bei topologischen Räumen an dieselbe Menge, die einmal mit der Klumpentopologie, einmal mit der diskreten Topologie versehen ist.

## Beispiele
- Jede kleine Kategorie ist konkretisierbar: Für ein Objekt {\displaystyle X\in \operatorname {Ob} (C)} sei zunächst {\displaystyle U(X)} die Menge aller Morphismen nach {\displaystyle X}. Für einen Morphismus {\displaystyle f\colon X\to Y} kann man die Abbildung {\displaystyle U(f)\colon U(X)\to U(Y)} durch {\displaystyle g\mapsto f\circ g} definieren. Dass auf diese Weise ein treuer Funktor U: C → Set definiert wird, lässt sich unmittelbar verifizieren.
- Ist {\displaystyle G} eine Gruppe, so kann man hierzu eine Kategorie C mit nur einem einzigen Objekt {\displaystyle \ast } und  {\displaystyle \operatorname {Mor} (\ast ,\ast ):=G} definieren. Operiert {\displaystyle G} treu auf einer Menge {\displaystyle M}, so ist (C,U) mit dem durch {\displaystyle U(\ast )=M} und {\displaystyle U(g)\colon m\mapsto g\cdot m} gegebenen Funktor eine konkrete Kategorie.
- Eine teilgeordnete Menge {\displaystyle (P,{\leq })} lässt sich als Kategorie auffassen, deren Objekte die Elemente von {\displaystyle P} sind und mit einem Pfeil {\displaystyle x\to y} genau dann, wenn {\displaystyle x\leq y}. Indem man {\displaystyle U(x):=\emptyset } definiert und jedem Pfeil die identische Abbildung auf {\displaystyle \emptyset } zuordnet, erhält man eine konkrete Kategorie.
- Zusammen mit dem kontravarianten Potenzmengenfunktor Setop → Set, der jeder Menge {\displaystyle A} die Potenzmenge {\displaystyle \operatorname {Pot} (A)} und jeder Abbildung {\displaystyle f\colon B\to A} die Abbildung {\displaystyle \operatorname {Pot} (A)\to \operatorname {Pot} (B)}, {\displaystyle S\mapsto f^{-1}(S)=\{x\in B\mid f(x)\in S\}} zuordnet, wird Setop zu einer konkreten Kategorie.
- Aus dem vorstehenden Beispiel folgt, dass die duale Kategorie zu einer konkretisierbaren Kategorie ebenfalls konkretisierbar ist: Mit {\displaystyle (C,U)} ist auch {\displaystyle (C^{\operatorname {op} },\operatorname {Pot} \circ U^{\operatorname {op} })} konkret.[acc 3]
- Bei der Kategorie Ban der Banachräume und linearen Kontraktionen benutzt man meist nicht den „offensichtlichen“ Vergissfunktor, sondern ordnet einem Raum nur seine (abgeschlossene) Einheitskugel zu, um aus diesem eine Rechtsadjunktion zu machen.[acc 4]

## Gegenbeispiele
- Die Homotopie-Kategorie hTop, deren Objekte topologische Räume und deren Morphismen die Homotopieklassen stetiger Abbildungen sind, ist eine nicht konkretisierbare Kategorie. Zwar sind die Objekte bereits Mengen (mit einer Zusatzstruktur), aber die Morphismen sind eben keine Abbildungen zwischen diesen, sondern Äquivalenzklassen solcher Abbildungen. Der erste Beweis, dass dieser Mangel nicht behebbar ist, dass es also überhaupt keinen treuen Funktor von hTop nach Set gibt, stammt von Peter Freyd.[2]
- Die Kategorie der kleinen Kategorien mit natürlichen Äquivalenzklassen von Funktoren als Morphismen ist ebenfalls nicht konkretisierbar.[3]